# Peter Panum

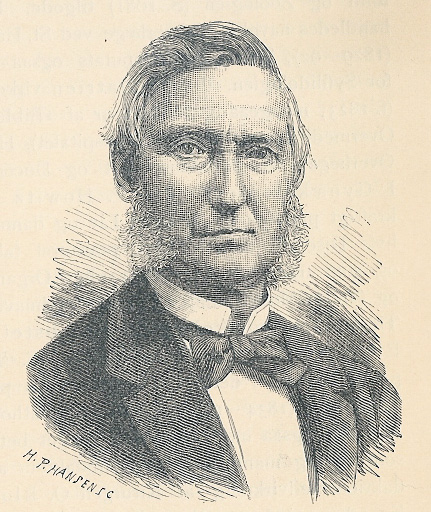
Peter Panum

Peter Ludvig Panum (* 19. Dezember 1820 in Rønne; † 2. Mai 1885 in Kopenhagen) war ein dänischer Physiologe. Er war Professor an der Christian-Albrechts-Universität zu Kiel und der Universität Kopenhagen.

## Leben
Peter Ludvig Panum war Sohn eines Militärarztes. Er studierte in Kiel und Kopenhagen, wo er 1845 das Staatsexamen absolvierte. 1846 verifizierte er nach einer Epidemie auf den Färöer-Inseln als erstes das Bestehen einer lebenslangen Masern-Immunität. 1847 ging er für Studien nach Berlin, wo er Rudolf Virchows Schüler wurde. Mit einer Abhandlung aus der physiologischen Chemie Fibrinen og dens coagulation promovierte er 1851. 1852 entdeckte Panum das Endotoxin von Bakterien. Als Professor in Kiel (1853–1864) setzte er die Errichtung eines Laboratoriums für Physiologie durch. Anschließend übernahm er einen Lehrstuhl an der Universität Kopenhagen, wo er im akademischen Jahr 1876/77 als Rektor amtierte.
Er untersuchte unter anderem das Herz, wozu er ähnlich wie John Erichsen und Albert von Bezold Versuche mit Unterbindung der Herzkranzgefäße (Koronararterien) durchführte und schrieb viele Abhandlungen auf dem Gebiet der Physiologie wie zum Beispiel Physiologische Untersuchungen über das Sehen mit zwei Augen. Er beschrieb darin das später nach ihm benannte Panum-Areal (vergleiche räumliches Sehen).

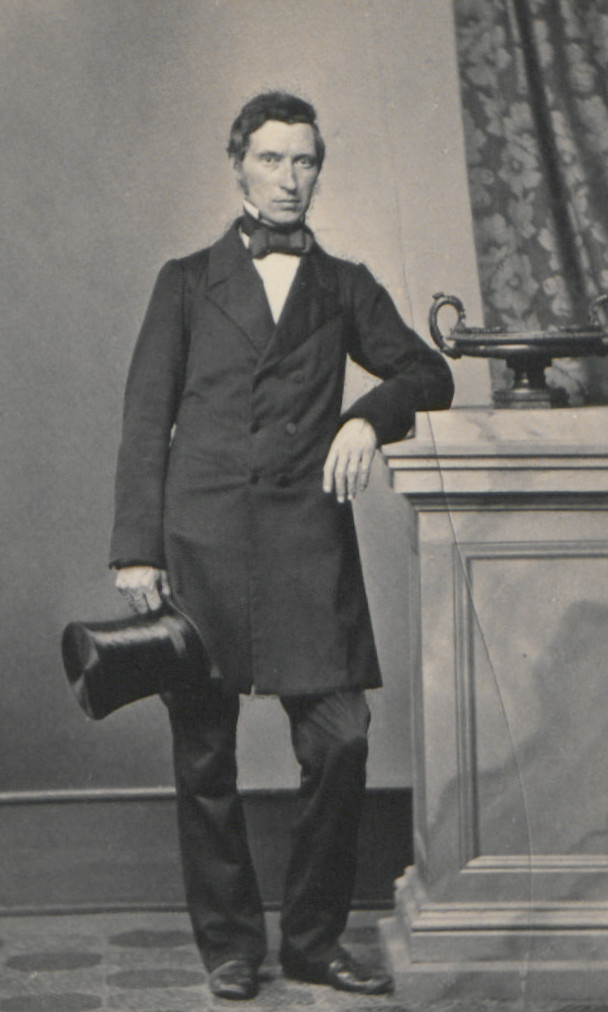
Peter Panum, 1861, Fotografie: Johann Martin Graack

Das Panum-Institut an der Universität Kopenhagen wurde nach ihm benannt. 